# Flavoparmelia virensica
Flavoparmelia virensica är en lavart som beskrevs av Elix, O. Blanco & A. Crespo. Flavoparmelia virensica ingår i släktet Flavoparmelia och familjen Parmeliaceae.   Inga underarter finns listade i Catalogue of Life.